# Mackerrasomyia wongsirii
Mackerrasomyia wongsirii är en tvåvingeart som beskrevs av Wirth och Ratanaworabhan 1981. Mackerrasomyia wongsirii ingår i släktet Mackerrasomyia och familjen svidknott.
Artens utbredningsområde är Thailand. Inga underarter finns listade i Catalogue of Life.